# Are We There Yet? (filme)
Are We There Yet? (bra: Querem Acabar Comigo'; prt: Estás Frito, Meu!) é um filme canado-estadunidense de 2005, do gênero comédia, dirigido por Brian Levant para a Revolution Studios e distribuído pela Columbia Pictures.
Apesar de ter recebido críticas negativas, ele arrecadou sozinho US$ 82 milhões na América do Norte e vendeu 3,7 milhões de DVDs.

## Elenco
- Ice Cube como Nicholas "Nick" Persons, um bom-falante, descolado, bacharel que odeia crianças e trabalha numa loja de artigos esportivos.
- Nia Long como Suzanne Kingston, uma mulher atraente divorciada que trabalha em frente a loja de Nick.
- Aleisha Allen como Lindsey Kingston, filha malcriada, sarcástica, inteligente e antagônica de Suzanne.
- Philip Daniel Bolden como Kevin Kingston, filho imaturo e malcriado de Suzanne e irmão de Lindsey que tem asma e um super-herói de brinquedo.
- Jay Mohr como Marty, melhor amigo de Nick.
- M. C. Gainey como Al Buck (conhecido como "Big Al"), um motorista de caminhão bem-intencionado que pensa que Nick raptou as crianças.
- Tracy Morgan como Satchel Page Bobblehead (voz), bem mais valioso de Nick e confidente que fala com ele através de sua consciência.
- David Barclay como Satchel Page Bobblehead (operador de marionetes)
- C. Ernst Harth como Ernst, um motorista de caminhão que ajuda Nick a salvar as crianças de Big Al.
- Nichelle Nichols como Senhorita Mable, babá de Kevin Lindsey.
- Sean Millington como Frank Kingston, pai de Kevin Lindsey que se divorciou.
- Henry Simmons como Carl, pretendente de Suzanne

## Recepção
O filme recebeu críticas negativas por parte dos críticos. Ele mantém um índice de aprovação de 11% no Rotten Tomatoes, com base em 155 opiniões coletadas, com uma pontuação média de 3,3 em 10. Metacritic deu ao filme uma pontuação média ponderada de 27 em 100, com base em 28 opiniões coletadas, indicando "avaliações favoráveis."

### Prêmios e indicações
- BMI Music Film Award
- 2006 Kids' Choice Awards: Filme Favorito (nomeado, perdeu para Harry Potter and the Goblet of Fire)[carece de fontes?]

## Série de televisão
Em 2010, Are We There Yet? estreou na TBS. O produtor executivo e criador do programa é Ice Cube, que criou e estrelou a adaptação cinematográfica. Todos os papéis da série de filmes foram reformulados. Terry Crews, que já trabalhou com Ice Cube em Friday After Next e Lottery Ticket, assumiu o papel de Nick e Essence Atkins, que estava em Half & Half e Smart Guy, assume o papel de Nia Long como Suzanne. A série terminou após três temporadas em março de 2013. Ice Cube teve um papel recorrente como o irmão de Suzanne, Terrence.